# La sexta carrera
La sexta carrera es una película mexicana de comedia, estrenada en 1953 y dirigida por Miguel M. Delgado. La cinta está ambientada en el mundo de las carreras de caballos. 

## Sinopsis
Un padre olvidadizo (Andrés Soler) tiene problemas con su hija (Rosario Granados) porque es novia del entrenador de su cuadra de caballos (Manolo Fábregas), pero el conflicto se resuelve felizmente al finalizar una esperada sexta carrera en el hipódromo.

## Producción y estreno
Filmada a partir del 19 de enero de 1953 en los Estudios Churubusco y estrenada el 24 de julio de 1953 en el Cine Orfeón, de la Ciudad de México, durante una semana.

## Reparto
- Amparo Arozamena
- Manolo Fábregas (el entrenador)
- Rosario Granados (la hija)
- Prudencia Grifell
- Wolf Ruvinskis
- Andrés Soler (el padre)
- Fernando Soto Mantequilla

## Reconocimientos
- 1953: Premios Ariel por Mejor Actriz de Cuadro (Prudencia Grifell)